# Sergej Aleksandrovič Filippov
Sergej Aleksandrovič Filippov (in russo Сергей Александрович Филиппов?; trasl. angl. Sergei Aleksandrovich Filippov; 29 gennaio 1967) è un ex calciatore russo, di ruolo difensore.

## Carriera

### Club
Con la maglia del Rostsel'maš ha giocato 38 gare nella massima serie russa.